# NA-2122
La NA-2122 comunica con la NA-178 Gallués e Izal.

## Recorrido
| Denominación | Kilómetro | Salida              | Carretera           | Dirección                  |
| ------------ | --------- | ------------------- | ------------------- | -------------------------- |
| NA-2122      | 0         |                     | NA-178              | Lumbier Ochagavía Pamplona |
| NA-2122      | 0         | Travesía de Gallués | Travesía de Gallués | Travesía de Gallués        |
| NA-2122      | 4         | Travesía de Izal    | Travesía de Izal    | Travesía de Izal           |

- Datos: Q12264068